# Pinjore
Pinjore (o Pinjaur) è una città dell'India di 25.498 abitanti, situata nel distretto di Panchkula, nello stato federato dell'Haryana. In base al numero di abitanti la città rientra nella classe 
III (da 20.000 a 49.999 persone).

## Geografia fisica
La città è situata a 30° 47' 50 N e 76° 55' 2 E e ha un'altitudine di 495 m s.l.m..

## Società

### Evoluzione demografica
Al censimento del 2001 la popolazione di Pinjore assommava a 25.498 persone, delle quali 13.657 maschi e 11.841 femmine. I bambini di età inferiore o uguale ai sei anni assommavano a 3.189, dei quali 1.717 maschi e 1.472 femmine. Infine, coloro che erano in grado di saper almeno leggere e scrivere erano 19.314, dei quali 10.964 maschi e 8.350 femmine.